# Gaius Marcius Figulus (Konsul 64 v. Chr.)
Gaius Marcius Figulus entstammte dem römischen Geschlecht der Marcier und war 64 v. Chr. Konsul.

## Leben
Vielleicht wurde Gaius Marcius Figulus als Minucius Thermus geboren und in die Familie der Marcier adoptiert. Aus dem Geschichtswerk des Cassius Dio geht jedenfalls hervor, dass sein Vater dasselbe Pränomen Gaius führte.
Figulus’ Laufbahn bis zu seinem Konsulat ist unbekannt. Dieses erreichte er 64 v. Chr.; sein Amtskollege war Lucius Iulius Caesar. Im nächsten Jahr half Figulus dem Redner und damaligen Konsul Marcus Tullius Cicero, die auf einen politischen Umsturz hinauslaufende Catilinarische Verschwörung zu bekämpfen. Am 5. Dezember 63 v. Chr. stimmte er dem Todesurteil für einige gefangengenommene Mitglieder der Catilinarier zu. Wahrscheinlich lebte er danach höchstens noch einige Jahre.
Ein Sohn des Figulus war wohl der 43 v. Chr. bezeugte Admiral Lucius Marcius Figulus.